# Gruppo universitario fascista

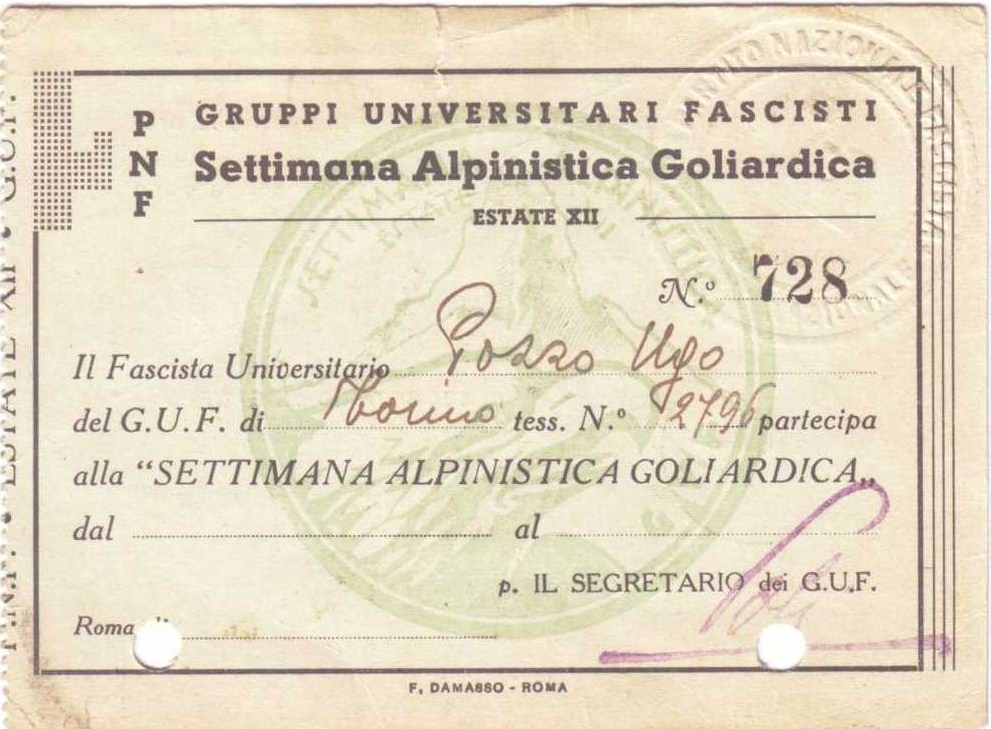
Karta uczestnictwa w sportowej sekcji alpinistycznej, wydana przez GUF w 1934 roku

Gruppo universitario fascista (GUF) – włoska organizacja akademicka, podlegająca bezpośrednio sekretariatowi Narodowej Partii Faszystowskiej. Została utworzona w 1927. Przymusowo zrzeszała wszystkich włoskich studentów w celu edukacji przyszłych elit i wytworzenia klasy rządzącej według doktryny faszystowskiej Benito Mussoliniego. Cześć jej członków tworzyła paramilitarne oddziały.
W okresie swoich studiów do GUF należeli m.in. Giorgio Napolitano, Giorgio Almirante, Michelangelo Antonioni, Giorgio Bassani, Carlo Bo, Renato Guttuso, Aldo Moro, Pier Paolo Pasolini.